# 21 Greatest Hits
21 Greatest Hits – album zespołu 2 plus 1, wydany w 1996 roku przez wydawnictwo Sonic.

## Ogólne informacje
Była to trzecia kompilacja w dorobku grupy i jednocześnie drugi album 2 plus 1 opublikowany na nośniku kompaktowym. Wydawnictwo było reedycją wydanej pięć lat wcześniej składanki 18 Greatest Hits. Zawierało kilka dodatkowych nagrań, w tym rzadką piosenkę „Tak daleko do krańca podróży”. Wszystkie nagrania zostały zremasterowane.

## Lista utworów
1. „Chodź, pomaluj mój świat” – 3:01
2. „Tak daleko do krańca podróży” – 4:17
3. „Czerwone słoneczko” – 2:47
4. „Wstawaj, szkoda dnia” – 2:56
5. „Hej, dogonię lato” – 3:16
6. „Na luzie” – 3:16
7. „Wyspa dzieci” – 4:05
8. „Windą do nieba” – 4:25
9. „California mon amour” – 2:45
10. „Teatr na drodze” – 3:38
11. „Romanse za grosz” – 3:25
12. „Taksówka nr 5” – 3:51
13. „Z popiołu i wosku” – 3:37
14. „Iść w stronę słońca” – 4:18
15. „Obłędu chcę” – 2:50
16. „Kalkuta nocą” – 4:10
17. „Nic nie boli” – 4:10
18. „Requiem (dla samej siebie)” – 4:07
19. „Superszczur” – 3:55
20. „XXI wiek” – 3:56
21. „Wielki mały człowiek” – 4:17

## Twórcy
2 plus 1:
- Elżbieta Dmoch – wokal
- Janusz Kruk – wokal
- Cezary Szlązak – wokal

Personel:
- Marek Czudowski – foto
- Harry Weinberg – foto